# Domengeux
Domengeux est une ancienne commune française du département des Pyrénées-Atlantiques. En 1833, la commune fusionne avec Corbère-Abères et le toponyme correspondant s'est appelé Corbères-Abère-Domengeux, puis Corbère-Abères.

## Géographie
Domengeux est un village du Vic-Bilh, située au nord-est du département et de Pau.

## Toponymie
Le toponyme Domengeux apparaît sous les formes 
Domengius et Domenjeus (respectivement 1385 et 1402, censier de Béarn) et 
Doumengeux (1748, terrier de Bétracq).  

## Histoire
Paul Raymond note qu'en 1385, Domengeux comptait huit feux et dépendait du bailliage de Lembeye.

## Les Hospitaliers
Domengeux était une dépendance de la commanderie des Hospitaliers de l'ordre de Saint-Jean de Jérusalem de Caubin et Morlaàs.

## Démographie
| 1793 | 1800 | 1806 | 1821 |
| ---- | ---- | ---- | ---- |
| 82   | 72   | -    | 95   |

## Culture locale et patrimoine

### Patrimoine religieux
L'église Saint-Laurent date partiellement du XIIe siècle. Elle recèle du mobilier référencé par le ministère de la Culture. 